# 電視辯論
廣義的電視辯論指以電視作為傳播媒介的辯論，尤指政策辯論 (Policy Debate) ；狹義的指電視選舉辯論。

## 電視選舉辯論
電視選舉辯論是候選人為了選舉在電視上進行的公開辯論。虽然通常认为歷史上首次的電視辯論於1960年美國總統選舉時舉行，尼克遜被甘迺迪在電視上打敗，導致選舉形勢逆轉。然而，历史上的首次電視总统選舉辯論发生在1956年美國總統選舉中。前第一夫人埃莉诺·罗斯福代表民主党，参议员玛格丽特·蔡斯·史密斯代表共和党出战。辩论由CBS的Face the Nation节目播出。
英國歷史上首次的電視辯論則於2010年4月15日舉行，辯論後英國自由民主黨的尼克·克萊格支持率升至72%。

## 著名電視辯論
- 城市論壇 香港電台電視部所製作的一個直播時事論壇節目
- 香港政制改革方案辯論    香港行政長官曾蔭權邀請香港公民黨黨魁余若薇就政府政改方案進行電視論辯
- 兩岸經濟協議ECFA電視辯論
- 2012年行政長官選舉辯論    為2012年香港行政長官選舉首次電視辯論節目